# Mimostrangalia kiangsiensis
Mimostrangalia kiangsiensis là một loài bọ cánh cứng trong họ Cerambycidae.